# Beno Rothenberg

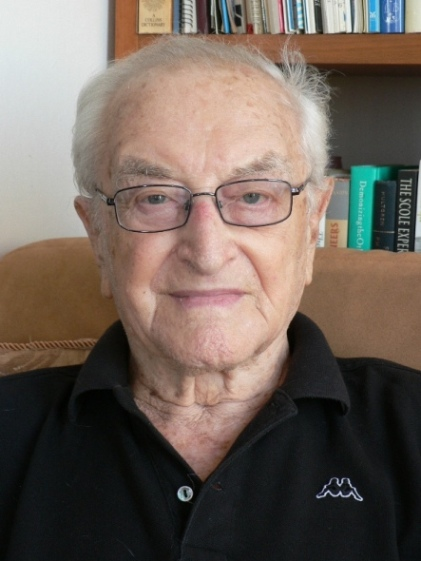
Beno Rutenberg, 2010

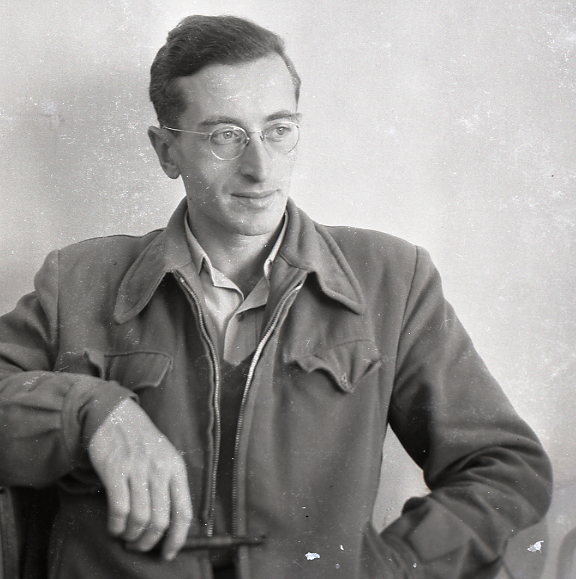
Beno Rothenberg, 1949

Beno Rothenberg (* 23. Oktober 1914 in Frankfurt am Main; † 13. März 2012 in Ramat Gan, Israel) war ein israelischer Archäologe, Fotograf und einer der Begründer der Archäometallurgie.

## Leben
Beno Rothenberg wurde zu Beginn des Ersten Weltkriegs in eine gebildete und wohlhabende jüdische Familie in Frankfurt am Main geboren. Als 19-Jähriger wanderte er 1933 mit seiner Familie nach Israel aus. Er studierte zunächst Mathematik und Philosophie mit dem Ziel einer akademischen Laufbahn, kam aber nach wenigen Jahren zur Hagana in Jerusalem. Während des Zweiten Weltkriegs diente er beim meteorologischen Dienst der Royal Air Force in Ägypten. Im Palästinakrieg war er einer bewaffneten Brigade unter Yitzhak Sadeh als Dokumentar-Fotograf zugeordnet.
Rothenberg begeisterte sich für die Fotografie, wurde einer der ersten Foto-Journalisten und brachte nach dem Krieg Bildbände über das Land Israel heraus.

## Wissenschaftliche Arbeit
Mit seiner guten Beobachtungsgabe fand Rothenberg bei Landschaftsaufnahmen oft Felszeichnungen und andere prähistorische Überreste, die ihn zunehmend interessierten. Entscheidend für seine Wende zur Archäologie war 1950 eine Zusammenarbeit als Fotograf mit dem Archäologen Nelson Glueck, der im Negev nach „König Salomons Kupfergruben“ suchte. Den enthusiastischen Versuchen, biblische Orte archäologisch zu „beweisen“, begegnete Rothenberg mit nüchternem Blick auf belegbare Fakten und klare Schlussfolgerungen. Dabei machte er die für sein weiteres Forscherleben bedeutende Entdeckung: das weite antike Bergbaurevier um Timna mit tausenden von Schächten und Verhüttungsplätzen. Für den Rest seines Lebens blieb diese Region das Zentrum seiner Forschertätigkeit.

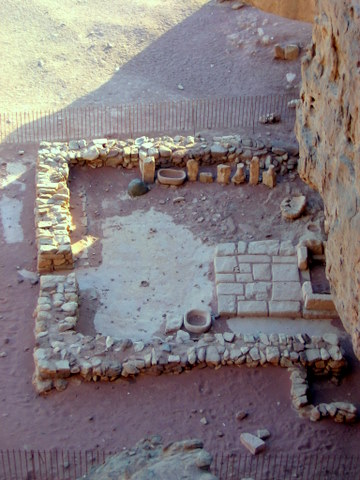
Hathor-Tempel in Timna

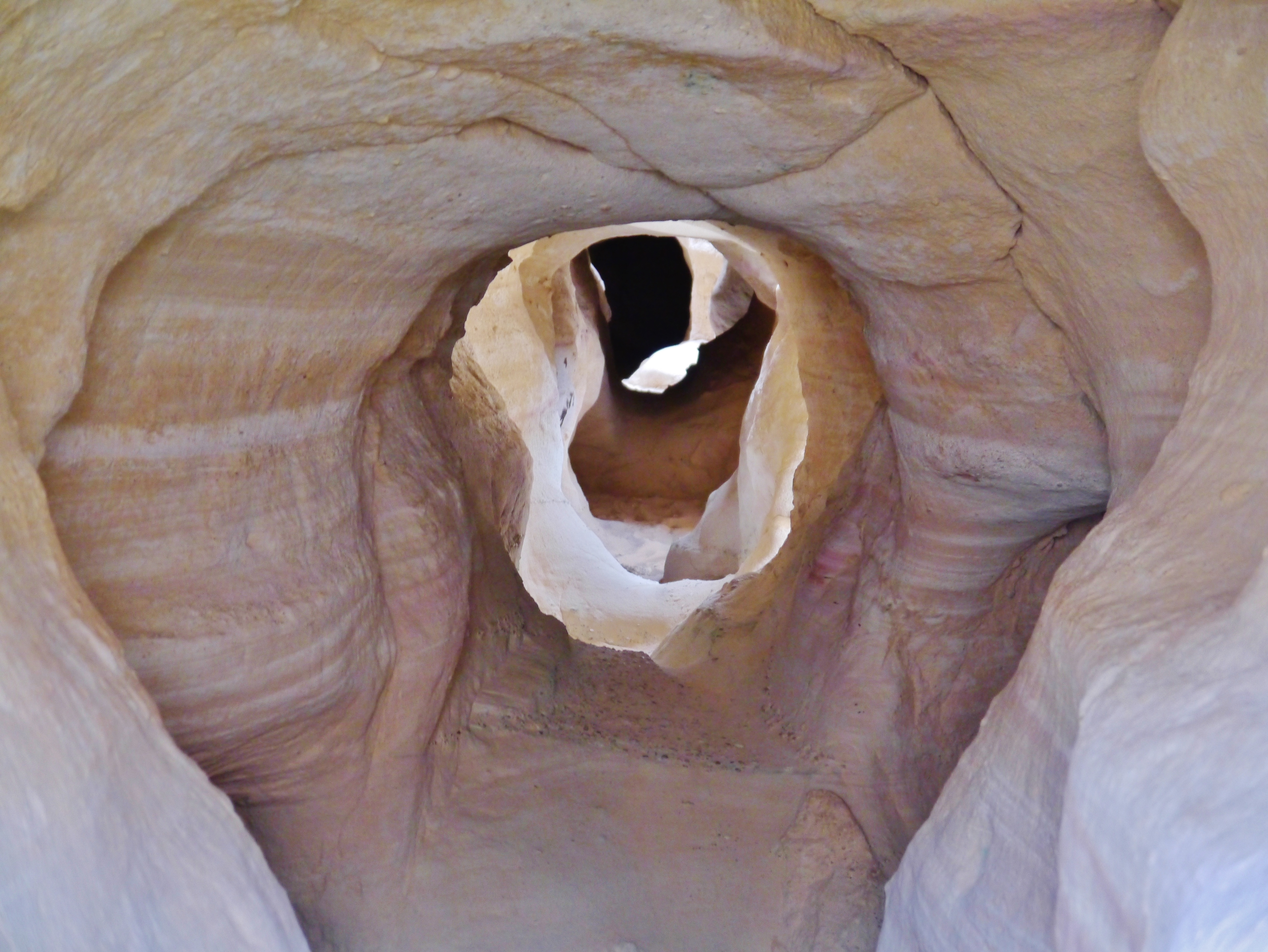
Bronzezeitliche Kupfermine in Timna

Über einen Zeitraum von 30 Jahren führte Beno Rothenberg systematisch Surveys und Ausgrabungen bei Timna durch. Als Autodidakt war er offen für die interdisziplinäre Zusammenarbeit. So entwickelte er gute Beziehungen zum Institute of Archaeology in London (heute beim University College London) und zum Bergbau-Museum in Bochum. Naturwissenschaftliche Untersuchungen an den Erz- und Schlacken-Proben aus den Grabungen konnten dort durchgeführt werden. Schließlich gründete er 1973 in London das Institute for Archaeo-Metallurgical Studies (IAMS) und etablierte den Begriff Archäometallurgie im Wissenschaftsbetrieb.
Anhand seiner Grabungsergebnisse datierte Beno Rothenberg die Bergbautätigkeit in Timna auf eine Zeit weit vor König Salomo – in das 12. bis 11. Jahrhundert vor Christus – und schrieb sie ägyptischen Expeditionen zu. Neben seiner Tätigkeit in Timna initiierte und leitete er die große Arabah Expedition, ein archäologisches und archäometallurgisches Forschungsprogramm im zentralen und südlichen Sinai von 1967 bis 1979. Dabei ergab sich ein neues Bild der Archäologie des Sinai, wobei viele Einzelheiten noch nicht publiziert sind. Ein weiterer Arbeitsbereich lag in der spanischen Provinz Huelva, wo Rothenberg am Río Tinto den Silberbergbau von Phöniziern und Römern erforschte.
Die Forschungen im Timna-Tal werden seit 2012 von Erez Ben-Yosef im Central Timna Valley Project der Universität Tel Aviv fortgeführt.

## Ausstellungen
- In London zeigte das British Museum 1971 eine Ausstellung der archäologischen Funde und archäometrischen Forschung von Timna unter dem Titel: Timna; Valley of the Biblical Copper Mines.
- Das Erez Israel Museum in Tel Aviv zeigte 2007 eine Ausstellung mit Fotografien von Beno Rothenberg aus den Jahren 1947 bis 1957.[3]

## Schriften (Auswahl)
- mit Yohanan Aharoni, Avia Hashimshoni: Die Wüste Gottes : Entdeckungen auf Sinai. (übersetzt von Lotte Stuart) Mit 90 Fotos von Beno Rothenberg. München, Zürich 1961.
- Land of Israel. Schocken Publishing House, Jerusalem 1962.
- Sinai – Pharaonen, Bergleute, Pilger und Soldaten. Kümmerly & Frey, Bern 1979, ISBN 3-259-08381-3.
- mit Hans Günter Conrad u. a.: Antikes Kupfer im Timna-Tal. 4000 Jahre Bergbau und Verhüttung in der Arabah (Israel). (Hrsg.: Vereinigung der Freunde von Kunst und Kultur im Bergbau e.V.) Verlag Glückauf, Essen 1980, ISBN 3-921533-18-X.
- mit Antonio Blanco-Freijeiro u. a.: Studies in ancient mining and metallurgy in South-west Spain : explorations and excavations in the Province of Huelva. London 1981, ISBN 0-906183-01-4.
- The Egyptian mining temple at Timna. Institute for Archaeo-Metallurgical Studies, University College London 1988, ISBN 0-906183-02-2.
- mit Hans-Gert Bachmann: The ancient metallurgy of copper. Inst. for Archaeo-Metallurgical Studies, Univ. College London 1990, ISBN 0-906183-03-0.